# Grand Theft Auto: Episodes from Liberty City
Grand Theft Auto: Episodes from Liberty City è una raccolta stand-alone che include le due espansioni di Grand Theft Auto IV: The Lost and Damned e The Ballad of Gay Tony. Per giocare non è necessaria una copia di GTA IV. I due episodi possono comunque essere acquistati singolarmente su Xbox Live, PlayStation Network e Steam.
Grand Theft Auto: Episodes from Liberty City è stato pubblicato originariamente per Xbox 360 il 29 ottobre 2009; per PlayStation 3 e Microsoft Windows è stato pubblicato il 13 aprile 2010 in America Settentrionale e il 16 aprile dello stesso anno in Europa. È inoltre in vendita, in supporto fisico, in Grand Theft Auto IV: The Complete Edition, che include anche Grand Theft Auto IV.

## Trama
Sebbene i tre giochi possono essere giocati separatamente e come storie a sé stanti, se si intende giocare Episodes from Liberty City in maniera completa e cronologica bisognerebbe iniziare a giocare con GTA IV e proseguire con gli altri episodi del gioco (The Lost and Damned e The Ballad of Gay Tony) in momenti precisi della storia. 
La storia inizia infatti con Niko Bellic un veterano delle guerre jugoslave con un passato difficile, che approda a Liberty City in cerca del traditore del suo plotone, ed anche perché attirato da suo cugino Roman che gli prometteva una vita fatta di lusso e ricchezza. Invece si ritroverà impelagato in una città fatta di criminalità e corruzione. Niko sarà costretto lui stesso a diventare un criminale, per proteggere suo cugino Roman dalla malavita locale con la quale è indebitato. Niko ucciderà poi Vlad Glebov, allibratore di Roman e dovrà lavorare per la mafia Russa per ripagare i debiti del cugino. Mentre Niko è alle prese con la mafia Russa, inizia la storia del primo episodio ovvero The Lost and Damned con protagonista Johnny Klebitz, biker vice presidente della banda di motociclistici nota come "The Lost". 
Johnny sta andando insieme ad alcuni altri membri dei Lost ad accogliere Billy Grey presidente del loro Motorcycle Club, che viene dimesso da un centro di riabilitazione per tossicodipendenti. Billy era stato arrestato molti anni prima con accuse di spaccio, ma la sua permanenza in prigione era stata di breve durata in quanto tramite la corruzione del pubblico ministero i Lost erano riusciti a far tramutare la sua sentenza di oltre 20 anni di reclusione in carcere, a soli pochi anni da spendere in un centro di riabilitazione. Tuttavia non appena tornato libero, Billy rinuncia alla situazione di tregua stabilita da Johnny con il club avversario di biker, "The Angels of Death", iniziando una sanguinosa guerra con questi motociclisti rivali. Gli scontri tra gli Angels of Death e i Lost iniziano quindi senza esclusione di vittime da entrambe le bande. Nel frattempo Niko Bellic si trova a dover uccidere un biker dei Lost, Jason Michaels, per conto della mafia Russa. Malgrado i Lost abbiano ricevuto informazioni secondo cui il killer di Jason fosse un uomo dell'est Europa, Billy fa invece credere alla gang che siano stati in realtà gli Angels of Death ad uccidere il loro amico. Infatti con tale pretesto, Billy mirava a convincere i Lost ad attaccare il covo principale dei loro rivali e rubargli un ingente quantitativo di eroina. Billy ordina poi a Johnny di vendere l'eroina assieme ad una spacciatrice locale Elizabeta Torres, per la quale nello stesso periodo aveva iniziato a lavorare anche Niko Bellic che tradito dalla mafia Russa si era rifugiato nel quartiere di Bohan assieme al cugino. 
Qui Johnny e Niko si trovano a lavorare insieme tentando di vendere l'eroina dei Lost al contatto di Elizabeta ma questo si rivela un poliziotto sotto copertura. Niko e Johnny eliminano l'agente e circondati da poliziotti si danno alla fuga separandosi. Niko continuerà a lavorare per molteplici criminali locali, effettuando tra varie attività criminose anche un importante e proficua rapina alla Bank of Liberty insieme ad una banda di rapinatori irlandesi del quartiere di Dukes.
In questo frangente di tempo, inizia il secondo DLC del gioco The Ballad of Gay Tony che vede protagonista Luis Lopez. Luis era uno degli ostaggi della rapina effettuata da Niko, ma segretamente è anche lui un criminale. Infatti Luis è un ragazzo dominicano, ex spacciatore. Luis è anche un amante della bella vita fatta di locali notturni e donne facili ed è anche socio e bodyguard di Anthony "Gay Tony" Prince, un noto proprietario di night e socio di criminali. Malgrado Luis cerchi di condurre una vita normale grazie al suo lavoro totalmente legale, spesso rimane comunque invischiato in pericolosi scontri a fuoco e attività criminali a causa del suo capo, Tony che è socio della malavita italiana degli Ancelotti, che possiedono una quota dei suoi locali. Intanto Johnny continua ad avere svariati diverbi con Billy dovuti al modo sprovveduto con cui quest'ultimo guida la loro banda mandandola incontro a problemi immani e attirando l'attenzione di bande rivali e federali. Stanco dei rimproveri di Johnny e sentendo la sua posizione di presidente minacciata, Billy arriva addirittura a tentare di far uccidere Johnny durante un affare di droga, ma viene invece arrestato durante un conflitto a fuoco con la polizia. Con Billy nuovamente in carcere, Johnny diventa il nuovo presidente dei Lost. Successivamente per ripagare un debito con la mafia russa contratto dalla sua ragazza, Ashley Butler, Johnny rapisce il cugino di Niko Bellic, Roman e lo consegna ai Russi per conto di Dimitri Rascalov boss della malavita sovietica che vuole eliminare i cugini Bellic per saldare un vecchio conto in sospeso che Niko possedeva in Europa con un altro boss Russo, Ray Bulgarin. Niko riesce tuttavia a liberare il cugino e a fare strage dei suoi sequestratori. Nel frattempo Niko, Johnny e Luis vengono tutti e tre coinvolti in un affare riguardante dei diamanti dal valore di 2 milioni di dollari. Infatti, un boss italiano di nome Ray Boccino aveva chiesto a Johnny e ai Lost di rubare i diamanti a Gay Tony, socio di Luis, che li stava acquistando da un importatore straniero in cambio di metà dei soldi del valore dei gioielli. Johnny e i Lost riescono a sottrarre i diamanti alla banda di Tony il quale però si salva grazie a Luis, che riesce ad eliminare molti biker e a fuggire dalla polizia. Johnny consegna i diamanti a Boccino che poi tenta di farglieli vendere assieme a Niko Bellic ad alcuni trafficanti di gioielli di origini ebrea. La trattativa, però, finisce in un massacro: Gay Tony ha saputo dell'affare ed ha subito avvertito Luis, che prontamente si è recato sul posto e ha dato il via ad una sparatoria riuscendo ad eliminare molti mafiosi e a riprendersi i diamanti. Johnny decide nel frattempo di tradire Boccino, rubando i soldi dell'affare come risarcimento per il suo Motorcycle Club.
Persi sia i diamanti che i soldi, Ray Boccino incarica Niko di uccidere il miglior amico di Johnny, Jim Fitzgerald, non riuscendo a rintracciare Johnny stesso, fuggito con i soldi. Pur dispiaciuto per la morte dell'amico, Johnny non ha tempo di occuparsi del mafioso: Billy sta patteggiando con i federali per essere scarcerato in cambio della sua testimonianza contro Johnny e l'intera sezione dei Lost di Alderney. Non avendo altre opzioni Johnny si arma sino ai denti e con l'aiuto dei Lost a lui fedeli irrompe nel carcere dove Billy è recluso. Dopo aver fatto strage di poliziotti e guardie carcerarie demolendo mezza prigione con esplosioni e sparatorie, Johnny riesce a trovare il suo vecchio amico traditore e a metterlo a tacere, eliminando Billy. Tornato alla clubhouse dei Lost assieme agli altri suoi amici, Johnny decide che il luogo di ritrovo della gang, un tempo simbolo di fratellanza non vuol dire più niente ora, a causa del tradimento di Billy, che era uno dei suoi più grandi amici nonché ex presidente del club. Perciò i Lost distruggono la clubhouse dandole fuoco e la guardano in fiamme da lontano. I Lost sono ora una banda senza valori e senza un punto di riferimento. In questo modo termina la storia che vede protagonista Johnny. 
Intanto Luis Lopez scopre che i diamanti che lui e Tony avevano sottratto a quei criminali erano in realtà di proprietà del pericoloso Ray Bulgarin influente boss russo che subito tenta di uccidere Luis, mettendo su di lui e il suo capo, Gay Tony una cospicua taglia. Flotte di pericolosi sicari est europei iniziano così a dargli la caccia. Luis medita di restituirgli la mercanzia, ma nel frattempo Niko Bellic lavorando per la Mafia Irlandese rapisce la figlia del boss degli Ancelotti Grace con lo scopo di ottenere nuovamente i diamanti rubati da Luis come riscatto. Tony è quindi costretto a chiedere a Luis di consegnare i diamanti a Niko e agli irlandesi in cambio della ragazza per non rischiare che Ancelotti se la prenda con loro e li uccida. Nella trattativa, Luis e Tony recuperano Grace, mentre i diamanti vanno persi nel caos di una sparatoria che ne conseguirà dopo l'intervento della malavita di Bulgarin che impedisce a Niko e al suo socio Patrick McReary di impossessarsi dei diamanti. Persi i diamanti Bulgarin ritiene Luis e Tony i principali colpevoli e tenta quindi di ucciderli in ogni modo. Braccati dalla mafia di Bulgarin, per liberarsi dai sicari Russi Luis decide di lanciarsi in una missione suicida per assassinare Bulgarin in persona. Dopo aver eliminato innumerevoli sicari Russi, Luis scopre che Bulgarin sta lasciando l'America per andare in Russia, per poi tornare con i rinforzi ed eliminare definitivamente sia lui che Tony. Luis riesce tuttavia ad intercettare l'aereo privato di Bulgarin e a salire a bordo per ucciderlo. Bulgarin aveva tuttavia preparato una bomba sull'aereo per assicurarsi che anche Luis morisse con lui nel caso questi fosse riuscito a salire sul velivolo. Tuttavia Luis riesce comunque a salvarsi, lanciandosi con un paracadute dal Jet, subito dopo aver ucciso Bulgarin e poco prima della completa esplosione dell'aereo. Luis riesce poi a tornare da Tony e gli riferisce dell'esito positivo della sua missione. Al che i due, felici, pensano già a progetti futuri per i loro club. Successivamente prosegue la storia di Niko in GTA 4, con quest'ultimo, che nel finale dovrà decidere se è disposto a rinunciare ai soldi per la vendetta o se passare sopra ai torti subiti per il denaro. Il finale sarà a scelta del giocatore, infatti, e si potrà decidere se vendicarsi di Dimitri Rascalov, il boss russo che ha reso la vita dei cugini Bellic insopportabile nel gioco, o fare ammenda con lui. Nella prima decisione Niko assassinerà senza pietà Dimitri, ma la fidanzata di Niko, Kate McReary rimarrà uccisa dai soci di Dimitri tra i quali il boss italiano James Pegorino a cui Niko darà quindi la caccia, per ucciderlo. Nel secondo caso il cugino stesso di Niko, Roman, verrà ucciso da un sicario di Dimitri e Niko rimpiangerà l'essersi fidato del suo peggior nemico dando la caccia al russo per ammazzarlo una volta e per tutte. Dopodiché, con Niko che si rende conto di come il sogno Americano abbia un caro prezzo da pagare, termina la storia dell'intero gioco.

## Nuove caratteristiche

### Multiplayer
Oltre alle modalità già presenti in GTA IV Deathmatch, Deathmatch a squadre, Corsa GTA, Corsa e Modalità libera, in questo disco sono presenti le seguenti nuove modalità:
Club Business
Si devono svolgere azioni criminali per far guadagnare i Lost.
Lone Wolf Biker
Un giocatore interpreta il biker Lone Wolf che deve raggiungere tutta una serie di checkpoint mentre gli altri devono ucciderlo. Il giocatore che riesce ad ucciderlo diventa Lone Wolf a sua volta.
Chopper vs Chopper
Il primo deve fuggire e raggiungere svariati checkpoint senza essere eliminato dal secondo. Un giocatore avrà in dotazione una moto e l'altro un elicottero.
Witness Protection
Una squadra speciale delle forze dell'ordine deve scortare dei testimoni attraverso varie stazioni di polizia, mentre i Lost cercano di eliminarli, colpendo il furgone o le persone durante il trasporto nelle stazioni.
Own the City
Entro un tempo limite, i Lost e gli Angels of Death si combattono per il controllo di quante più zone possibile all'interno di Liberty City.

### Armi
Alle 16 armi di Grand Theft Auto IV se ne aggiungono 12 nuove: ogni nuova arma può essere utilizzata solo in un determinato episodio, eccetto il lanciagranate, presente in entrambe.
Corpo a Corpo:
- Mani nude
- Coltello
- Mazza da baseball
- Stecca da biliardo (utilizzabile solo in The Lost and Damned)

Pistole:
- Pistola
- Pistola da combattimento
- Pistola 9mm automatica (utilizzabile solo in The Lost and Damned)
- Pistola .44 (utilizzabile solo in The Ballad of Gay Tony)

Mitragliatori:
- Micro-SMG
- SMG
- Mitraglietta d'oro (utilizzabile solo in The Ballad of Gay Tony)
- Mitraglietta d'assalto (P90) (utilizzabile solo in The Ballad of Gay Tony)

Fucili a pompa:
- Fucile a pompa
- Fucile a pompa da combattimento
- Fucile a canne mozze (utilizzabile solo in The Lost and Damned)
- Fucile a pompa d'assalto (utilizzabile solo in The Lost and Damned)
- Fucile a pompa automatico (utilizzabile solo in The Ballad of Gay Tony)

Fucili d'assalto:
- Fucile d'assalto
- Carabina
- Mitragliatore (utilizzabile solo in The Ballad of Gay Tony)

Fucili di precisione:
- Fucile di precisione
- Fucile di precisione da combattimento
- Fucile di precisione avanzato (utilizzabile solo in The Ballad of Gay Tony)

Armi da lancio:
- Bomba Molotov
- Granata
- Pipe Bomb (utilizzabile solo in The Lost and Damned)
- Bombe adesive (utilizzabile solo in The Ballad of Gay Tony)

Artiglieria pesante:
- Lanciarazzi
- Lanciagranate (utilizzabile in entrambe le espansioni)

Altro:
- Paracadute (utilizzabile solo in The Ballad of Gay Tony)